# Provansa
Provansa (fr. Provence), pokrajina je u jugoistočnoj Francuskoj koja leži na Sredozemnom moru i graniči s Italijom. Dio je francuske upravne regije Provence-Alpes-Côte d'Azur. Tradicijski, Provansa se proteže departmanima Var, Vaucluse i Bouches-du-Rhône i dijelom u departmanima Alpes-de-Haute-Provence i Alpes-Maritimes. Ime je dobila po tome što je bila prva rimska provincija izvan Italije.

## Povijest Provanse

### Pretpovijesna Provansa
Provansa je bila naseljena još od pretpovijesnih vremena. Paleolitna nalazišta, stara čak 900 000 godina, nalaze se duž Azurne obale u unutrašnjosti zemlje oko Nice u špilji kod Valloeta (kraj Roquebrunea), a drugo nalazište je staro 600 000 godina kraj Terra Amata, u departmanu Alpes-Maritimes. Ostatke naselja starog između 27 000 i 19 000 godina pronašao je Henri Cosquer 1991. u podvodnoj špilji Cosquer u uvali blzu Marseillea. Špiljski zidovi su oslikani bizonima, tuljanima, pingvinima, konjima i otiscima ljudskih ruku. Neolitsko nalazište koje datira iz 6 000. pr. Kr. bilo je otkriveno u Marseilleu blizu željezničkog kolodvora Saint Charles. Dolmeni iz brončanog doba (2 500 - 900. pr. Kr.) su pronađeni blizu Draguignana i u dolini Marvels blizu Mt. Bégo u departmanu Alpes-Maritimes na visini od 2000 metera, a imaju vanjsko svetište s više od 40 000 kamenih rezbarija.

### Grci u Provansi
Grčki pomorci iz Male Azije počeli su dolaziti na ovdašnje obale u 7. stoljeću pr. Kr. Osnovali su skladišta (emporije) za trgovanje s lokalnim stanovništvom. Prvo stalno grčko naselje bila je Massalia na području današnjeg Marseillea oko 546. godine pr. Kr. koju su osnovali kolonisti iz grada Phocaea (danas Foça, u modernoj Turskoj) na egejskoj obali Male Azije koji su pobjegli zbog invazije Perzijanaca. Massalia je postala jedno od glavnih trgovačkih središta antičkog svijeta. Uz to osnovali su i kolonije Nicoea (danas Nice), Tauroentum and Rohanousia (danas Arles) te kraj Cannesa i južno od Nimesa. Druga grčka naselja bili su Olbia (moderni Saint-Pierre d l'Almanarre, kraj Hyeresa) i Antipolis (moderni Antibes). 
Grčki trgovci su zalazili i u unutrašnjost po rijekama Durance i Rhone) duboko u Francusku i okolne zemlje (Švicarska i Burgundija). Jedan hrabar grčki moreplovac, Pytheas, plovio je od Marseillea sve do Cornwalla u Engleskoj između 330. i 320. pr. Kr. u potrazi za kositrom.

### Liguri i Gali u Provansi
Liguri su bili keltsko pleme koje je u Provansu došlo u 4. stoljeću pr. Kr., a 390. pr. Kr. došli su čak pred sam Rim. Osnovali su svoje gradove i utvrde na brežuljcima diljem regije.  Različita plemena su se naselila u različitim dijelovima Provanse. Kavati su naselili Vaucluse, Oksibiji i Decijati departmane Var i Alpes-Maritimes, Vokonci su naselili Drome, a Salijenci Donju Provansu. Gali, također keltsko pleme, su postepeno asimilirali Ligure i sukobljavali su se sa stanovništvom Masallije. Pomogli su Hanibalu na njegovom putu da osvoji Rim (negdje između 247. i 183. pr. Kr.) dok je Massalia na Rim gledala kao potencijalnog saveznika.

### Rimska Provansa
U 2. stoljeću pr. Kr. stanovništvo Massalije obratilo se za pomoć Rimu u borbi protiv Ligura. Rimske legije su u Provansu dolazile tri puta. 181. pr. Kr. Rimljani su ugušili ligurske pobune blizu Genove. 154. pr. Kr. rimski konzul Optimus je porazio Oksibije i Decijati koji su napali Antibe. Rimljani su po treći put u Provansu došli 125. pr. Kr. kada su ugušili ustanak udruženih keltskih plemena.  Poslije ove bitke Rimljani su odlučili osnovati i trajno naselje u Provansi. 122. pr. Kr. blizu keltskog grada Entremont, Rimljani su izgradili novo mjesto koje su nazvali Aquae Sextiae, danas poznato kao Aix-en-Provence, a 118. pr. Kr. su osnovali Narbonne.
Zadnji ozbiljni otpor skršio je rimski general Gaj Marije porazivši Cimbre i Teutonce 102. godine pr. Kr. Nakon toga je počela gradnja cesta koje su olakšale pohode rimskim trupama i trgovinu između Rima, Španjolske i sjeverne Europe.  Jedna je išla od obale prema unutrašnjosti do Apta i Tarascona, a druga duž obale od Italije do Španjolske prolazeći kroz Frejus i Aix-en-Provence.
49. godine pr. Kr. Massalia je izabrala krivu stranu u borbi između Pompeja i Julija Cezara te kad je Pompej bio poražen Massalia je izgubila svoje teritorije i politički utjecaj. U međuvremenu rimski veterani su naselili dva nova grada Arles i Frejus na mjestu starijih grčkih naselja.
8. pr. Kr. car August je izgradio trijumfalni spomenik u La Turbieu da oda počast miru u regiji te je tada počela politička i kulturna romanizacija Provanse. Rimski inženjeri i arhitekti su gradili spomenike, teatre, kupališta, vile, fore, arene i akvedukte od kojih mnogi još uvijek postoje. Izgrađeni su rimski gradovi Cavaillon, Orange, Arles, Fréjus, Glanum (izvan Saint-Rémy-de-Provence),Carpentras, Vaison-la-Romaine, Nimes, Vernègues,  Saint-Chamas i Cimiez (iznad Nice).  Rimska provincija koja se zvala Narbonensis, čiji je glavni grad bio Narbo (moderna Narbonne), prostirala se od Italije sve do Španjolske i od Alpa do Pirineja.
Mir (Pax Romana) u Provansi je potrajao sve do sredine 3. stoljeća kada su germanska plemana provalila u Provansu 257. i 275.  Na početku 4. stoljeća rimski car Konstantin je bio prisiljen svoj dvor premjestiti u Arles. Do kraja 5. stoljeća nestalo je rimske vlasti u Provansi te je počelo razdoblje ratova i seobe naroda.

### Dolazak kršćanstva u Provansu
Postoje mnoge legende o ranim kršćanima u Provansi, ali teško ih je dokazati. Spisi govore da je crkva bila vrlo dobro organizirana u 3. i 4. stoljeću i to u Arlesu već od 254., Marseilleu 314., Orangeu, Vaisonu i Aptu 314., Cavaillonu, Digneu, Embrunu, Gapu, i Fréjusu na kraju 4. stoljeća, u Aix-en-Provence 408., Carpentrasu, Avignonu, Riezu, Cimiezu i Venceu u 439., Antibesu 442., Toulonu 451., Senezu 406., Saint-Paul-Trois-Châteauxu 517. te u Glandèvesu 541.  
Najstarija kršćanska struktura u Provansi koja još uvijek postoji je baptisterija katedrale u Fréjusu koji datira iz 5. stoljeća.  U isto vrijeme, u 5. stoljeću su osnovani prva dva samostana u Provansi, a to su Lérins na otoku blizu Cannesa i Saint-Victor u Marseilleu.

### Seoba Germana, Merovinzi i Karolinzi
Početkom druge polovice 5. stoljeća slabljenjem rimske vlasti, u Provansu uzastopno provaljuju germanska plemena. Najprije su to bili Vizigoti 480., zatim Ostrogoti, Burgundi te Franci u 6. stoljeću. Arapski osvajači i berberski pirati su do obala Provanse počeli dolaziti početkom 7. stoljeća iz sjverne Afrike.
Za vrijeme tog kaotičnog razdoblja, Provansom su vladali franački kraljevi iz dinastije Merovinga, a nakon njih dinastija Karolinga koji su pak bili potomci Karla Martela. Nakon toga Provansa je bila dio carstva Karla Velikog (742-814). Nakon smrti karolinškog valdara 879. Karla Ćelavog, vojvoda Boso je izdvojio Provansu iz karolinškog kraljevstva Luja III. te je izabran za prvog vladara nezavisne Provanse.

### Provansa u 19. stoljeću
Provansa je u 19. st. uživala u prosperitet. Luke u Marseilleu i Toulonu povezale su Provansu sa širećim Francuskim carstvom u Sjevernoj Africi i na Istoku, posebno nakon otvaranja Sueskog kanala 1869.
Između travnja i srpnja 1859. Napoleon III. je sklopio tajni dogovor s premijerom Pijemonta, Camillom Cavourom, pri čemu bi Francuska pomogla maknuti Austriju s talijanskog poluotoka i pripomogla nastojanje za ujedinjenjem Italije. U zamjenu bi Pijemont Francuskoj ustupio Savoju i Nicu. Tako je započeo rat s Austrijom u 1859. i pobijedio kod Solferina, nakon čega je Austrija Pijemontu morala ustupiti Lombardiju, a Napoleon je 1860. dobio Savoju i Nice te Roquebrune i Menton 1861.
Željeznička pruga povezala je Pariz s Marseilleom (1848.), a zatim i s Toulonom i Nicom (1864.). Nica, Antibes i Hyeres postali popularna zimovališta za europske kraljeve, uključujući i kraljicu Viktoriju. Pod Napoleonom III., stanovništvo Marseillea je naraslo do brojke od 250.000 uključujući i vrlo velik broj Talijana. Toulon je imao 80.000 stanovnika. U velikim gradovima poput Marseillea i Toulona gradile su se crkve, operne kuće, veliki bulevari i parkovi.
Nakon pada Luja Napoleona i poraza u francusko-pruskom ratu, došlo je do barikada na ulicama Marseillea (23. ožujka 1871.) te su pristaše komune preuzeli kontrolu nad gradom predvođeni Gastonom Cremieuxom koji je slijedio vodstvo Pariške komune. Komunu je skršila vojska i Cremieux je pogubljen 30. studenog 1871. Iako je Provansa bila uglavnom konzervativna, često bi na izborima pobijedili reformistički lideri. Premijer Leon Gambetta je bio sin jednog marsejskog trgovca mješovitom robom, a budući premijer Georges Clemenceau je izabran za izaslanika Vara 1885.
U drugoj polovici 19. stoljeća došlo je do oživljavanja provansalskog jezika i kulture, posebice tradicijskih ruralnih vrijednosti. Vodio ga je pokret pisaca i pjesnika nazvan Felibrige, a predvodnik je bio pjesnik Frederic Mistral. Mistral je postigao književni uspjeh svojom romanom Miréio (Mireille na francuskom). Dobio je Nobelovu nagradu za književnost u 1904.

### Provansa u 20. stoljeću
Između 1. svjetskog rata i 2. svjetskog rata Provansa je bila podijeljena na konzervativna seoska područja i radikalna područja velikih gradova. U Marseilleu su 1919. izbili štrajkovi, a pobune u Toulonu 1935.
Kada je Njemačka porazila Francusku u lipnju 1940., Francuska je ostala podijeljena na okupirani i neokupirani dio, s Provansom u neokupiranom dijelu. Dijelove istočne Provanse su okupirale talijanske postrojbe. Zbog kolaboracije i pasivnog otpora postupno je jačao aktivni otpor, osobito nakon što je nacistička Njemačka napala Sovjetski Savez u lipnju 1941. pri čemu je u otporu aktivna postala i Komunistička partija. Zamjenik Charlesa de Gaullea i vođa Pokreta otpora za slobodnu Francusku, Jean Moulin, se spustio padobranom u Eygalières, u Bouches-du-Rhône 2. siječnja 1942. da ujedini raznovrsne pokrete otpora u cijeloj Francuskoj protiv Nijemaca.
U studenom 1942., nakon savezničkog iskrcavanja u sjevernoj Africi (Operacija Baklja), Nijemci su okupirali cijelu Provansu (Operacija Atilla), a zatim su krenuli prema Toulonu (Operacija Anton). Francuska flota u Toulonu je sabotirala svoje vlastite brodove da ne bi u kojem slučaju pali u njemačke ruke.
Nijemci su počeli sustavno progoniti francuske Židove i izbjeglice iz Nice i Marseillea. Više tisuća ih je odvedeno u koncentracijske logore pri čemu ih je malo preživjelo. Stanovi u okružju luke Marseille su ispražnjeni i minirani dinamitom tako da ne bi poslužili kao moguća baza za otpor. Bez obzira na to, otpor je postaje sve jači. Vođu pronjemačke milicije, Milicea, ubijaju u travnju 1943. u Marseilleu.
15. kolovoza 1944., dva mjeseca nakon savezničkog iskrcavanja u Normandiji (Operacija Overlord), 7. američka armija pod zapovjedništvom generala Alexandera M. Patcha, s korpusom Slobodne Francuske pod generalom Jean de Lattre de Tassigny, pristaje na obalu Var između sv. Raphaela i Cavalaire ( Operacija Zmaj). Američke snage su otišle na sjever prema Manosque, Sisteron i Gap, dok je francuska 1. oklopna divizija pod generalom Vigierom oslobodila Brignoles, Salon, Arles, i Avignon. Nijemci su se u Toulonu opirali do 27. kolovoza, a Marseille je oslobođen 25. kolovoza.
Nakon završetka rata, Provansa je imala ogroman zadatak popraviti i obnoviti mnoge građevine i infrastrukturu, osobito luke i željezničke pruge koje su uništene za vrijeme rata. Kao dio tog napora, sagrađen je u Marseilleu 1947. – 1952. prvi moderni betonski apartmanski blok, Unité d'Habitation Corbusier. Nakon što je Alžir proglasio nezavisnost 1962., Provansa je apsorbirala veliki broj francuskih građana koji su ga napustili. Od tada se veliki dio sjevernoafričkog stanovništva naseljava oko velikih gradova, posebno oko Marseillea i Toulona.
U četrdesetim godinama 20. stoljeća Provansa je započela kulturnu obnovu, najprije s osnivanjem Avignonskog festivala kazališta (1947.), ponovnim održavanjem Fimskog festivala u Cannesu (koji je započeo već 1939.) i mnogih drugih velikih događaja. S izgradnjom novih autocesta, osobito autoceste Pariz - Marseille koja otvorena 1970., Provansa je postala destinacija za masovni turizam iz cijele Europe. Mnogi su Europljani, posebno iz Britanije, kupili ljetnikovce u Provansi. Dolazak TGV vlakova velike brzine skratili su putovanje iz Pariza u Marseille na manje od četiri sata.
Krajem 20. stoljeća i početkom 21. stoljeća, stanovnici Provanse se bore da pomire svoj ekonomski razvoj i rast stanovništva sa željom da očuvaju krajolik i kulturu koji Provansu čine jedinstvenom. 